# 巴黎，我爱你
《巴黎，我爱你》（法語：Paris, je t'aime）是一部2006年上演的电影，由美国、英国和法国不同国家的演员主演。这部2小时的电影包括18部短片，分别在各个区份拍摄，共有22位导演。
这部电影於2006年5月18日在第59屆康城電影節首映，加拿大首映于9月10日的多伦多电影节，美国首映于匹兹堡2007年4月9日。
最初，这部电影包括20部短片，分别代表巴黎的20个区份，但是最后的影片没有包括表现十五区和十一区的两部短片。每一部短片都呈现巴黎的一些场景，故事內容相當多樣化：一個對自己的單身生活充滿抱怨的中年男人在找尋停車位的時候，邂逅了昏倒在他車旁的女人；塞納河畔，有著不同背景，信仰不同文化的年輕人，愛是他們共通的語言；在瑪黑區一間畫室裡，年輕的男孩，上演《愛情不用翻譯》另一章；美國觀光客在巴黎地鐵站裡，演出地鐵驚魂記；華人街髮廊女主人的奔放熱情；太太的紅外套，讓人心碎；失去愛子的媽媽，午夜與愛子在廣場上重逢；默劇小丑圍繞著艾菲爾鐵塔的溫馨愛情故事；吸血鬼半夜出沒，遇見了愛情；王爾德從墳墓裡跑出來，幫英國情侶破鏡重圓；懷抱演員夢的美國少女與視障男孩的愛情故事…來到巴黎，才真正學會說「我愛你」…

## 劇情
- 蒙马特（十八区） — 法国导演兼编剧布鲁诺·波达里德斯（Bruno Podalydès）。一名男子（由波达里德斯本人扮演）在蒙马特的一条街道上寻找停车位，單身的他對生活充滿了埋怨。一个路过的女人（Florence Muller）在他的车旁晕倒，他便把她扶到自己的車內休息。兩人因此與對方的生活出現了交集。

- 塞纳河河堤（第五区） — 美国夫妻编剧Paul Mayeda Berges和印度裔英国人顾伦德·查达哈（Gurinder Chadha）导演。一个年轻人（西里尔Descours）和两个朋友嘲弄路过的每一名妇女，但是在他因為出手幫助一名被絆倒的穆斯林少女蕾拉·贝克缇（Leïla Bekhti）、並且相互認識進而愛慕之後，才了解到應該對異性和不同的宗教抱有尊重。

- 玛莱区 （第四区）— 美国导演兼编剧格斯·范·桑特。一位年轻的法國籍男性藝術家（加斯帕德·尤利尔）发现自己被一名年轻的英國籍畫室印刷工人（伊里斯·麦康利，Elias McConnell）所吸引，因為想要與他有更進一步的認識，便坐下來攀談，殊不明白對方幾乎聽不懂自己的法文，以至於對方只能保持沉默。但兩人終究是互相被吸引的。

- 杜伊勒里地铁站 （第一区）— 美国导演兼编剧科恩兄弟乔尔·科恩（Joel Coen）和伊森·柯恩（Ethan Coen）。一名美国游客（斯蒂夫·巴塞米，Steve Buscemi）參觀完羅浮宮後在杜伊勒里地铁站等车，却因触犯在巴黎地铁中不得与人目光接触的规则而卷进了一对年轻夫妇阿克塞尔（Axel Kiener）和朱莉巴塔耶（Julie Bataille）的冲突中。

- Loin du 16e （意为远离十六区，十六区） — 巴西编剧、导演沃尔特·塞利斯和Daniela 托马斯。一名年轻女子（卡特琳娜·桑迪诺·莫雷诺）的職業是保母，每天清晨，她把自己的親生孩子放在托兒所後便離開去工作。一次，在她踏出托兒所大門的時候，孩子哭了起來，她匆忙跑回孩子所在的小床邊，並對他唱起西班牙摇篮曲（Qué Linda Manita）要逗他笑。後來，她就急急忙忙地趕了一段相當漫長、需要轉車好幾次的路程到自己為其工作的富裕雇主家。雇主要求她今天工作到晚一些，她楞了一會便勉強笑著答應。後來她工作上所要照顧的孩子哭了起來，她便去到孩子華麗的小床邊，唱著同一首搖籃曲給他聽。但她邊唱邊心不在焉地望向窗外樹木的搖曳枝葉，在想著什麼呢？

- 舒瓦西门（十三区） — 澳大利亚导演杜可風，编剧多伊尔、加布里埃尔 Keng、凯茜 Li。美容产品推销员（巴贝特·施罗德）来到唐人街一个女人（李昕）经营的美容院，这是一个棘手的客户。

- 巴士底 （十二区） — 西班牙编剧、导演伊莎貝拉·庫謝（Isabel Coixet）。一名中年的已婚男子（塞尔吉奥·卡斯特里托）與他的妻子相約在一間餐廳。他原本准备在這時候宣告：为了年轻的情人（莱昂诺尔·瓦特林）他將离开無趣的妻子（米兰达·理查森）。但在妻子告訴他自己罹患血癌末期之後，他才發現自己對妻子的熱愛。最後妻子離開他，只遺留下一件生前經常穿的紅外套。從此，每當他看見穿著紅外套的婦女，總會有一陣惆悵湧上心頭。

- 胜利广场（第二区） — 日本编剧、导演諏訪敦彦。一位母亲（朱丽叶·比诺什）为她的小男孩（马丁·孔）之死而悲伤，被一位上帝化身而成的牛仔（威廉·达福）──因其兒子生前相當喜愛牛仔──所安慰。

- 艾菲尔铁塔 （第七区） — 法国编剧、导演西拉維·休曼（Sylvain Chomet）。一个男孩说起他的默剧艺术家父母（保罗Putner和约朗德妮·莫罗）是如何在监狱相遇并相爱。

- 蒙索公園（十七区） — 墨西哥编剧、导演阿方索·卡隆。一名法文不甚流利的老年男子（尼克·诺尔蒂）和年轻女子（露德温·塞尼耶）在街頭相会，女子心頭一直惦記著一個人「加斯帕德」，害怕他知道自己趁其不注意而離開去找這位老年男子。年輕女子與老年男子的對話費人猜疑，讓人以為兩人之間有什麼相當特別的不倫關係。謎底最後才揭曉，老年男子是女子的爸爸，而「加斯帕德」則是她還是嬰兒的兒子。女子要和她的朋友去看場電影，便請爸爸來替他照顧孩子。

- 紅孩廣場 （Quartier des Enfants Rouges，第三区）— 法国编剧、导演奥利维耶·阿萨亚斯（Olivier Assayas）。一位美国古裝女演员（瑪姬·葛倫霍）經常从阿拉伯毒品贩子（Lionel Dray）手中采购一些藥效异常强劲的大麻，她與其中一名毒品販子相互傾慕。過著傾頹生活的兩人相戀，有點惆悵。

- 节日广场（Place des fêtes，十九区） — 德国编剧、导演奥利弗·施米茨。一名尼日利亚男子（塞杜·波罗）在节日广场因刀伤濒临死亡，他向一名（大約是醫護隊）女子（伊萨·迈贾）要一杯咖啡。这时他发现，她從前就認識這名女子。

- 皮嘉尔 （第九区） — 美国编剧、导演理查德·拉格拉文尼斯。一对老年夫妇（鲍勃·霍斯金斯和范妮·阿尔当）假装扮演娼妓與嫖客，以使他们的关系保持活力。

- 马德莱娜区 （第八区）— 加拿大导演兼编剧文森佐·納塔利。一位年轻的背包游客（伊莱贾·伍德，Elijah Wood）爱上一个吸血鬼（欧嘉·柯瑞兰寇，Olga Kurylenko）。

- 拉雪兹神父公墓（二十区） — 美国导演兼编剧韦斯·克雷文（Wes Craven）。一名年轻女子（艾蜜莉·摩提默，Emily Mortimer）在参观拉雪兹神父公墓时，与她的未婚夫（卢夫斯·塞维尔，Rufus Sewell）发生争执，然后休厄尔在奥斯卡·王尔德（亚历山大·佩恩，Alexander Payne）幽灵意见的帮助下发生了改变。

- 圣但尼市郊（第十区） — 德国导演兼编剧汤姆·提克威（Tom Tykwer）。一个年轻的盲人梅尔基奥尔（Melchior Beslon） 误以为他的女朋友，女演员（娜塔莉·波特曼）已经与他分手，以为他们之间的关系下降了，他失去了她

- 拉丁区 （第六区）— 美国女演员吉娜·罗兰兹（Gena Rowlands）编剧，法国演员杰拉尔德·德帕迪约（Gérard Depardieu）和法国导演弗雷德里克 Auburtin导演。分手的一对本·盖扎拉（Ben Gazzara）和罗兰兹在德帕迪约经营的酒吧相见，在两人正式离婚之前喝上最后一杯。

- 十四区 — 亚历山大·佩恩（Alexander Payne）导演兼编剧。来自丹佛的邮差卡罗尔（玛尔戈·马丁德尔，Margo Martindale）首次到欧洲度假，用不流利的法语表达她对巴黎的爱。